# バークスキンズ
『バークスキンズ』（原題: Barkskins）は、2020年からナショナルジオグラフィックで放送されているアメリカ合衆国とカナダのテレビドラマシリーズ。1600年代末のカナダを舞台に先住民とフランス人入植者、イギリス人入植者の争いを描く。出演はアナイリン・バーナード、クリスチャン・クック、デヴィッド・シューリスなど。アメリカでは2020年5月25日に放送が始まり、日本では2020年11月10日にナショナルジオグラフィック・チャンネルで日本語字幕版が放送された。

## あらすじ
1600年代末、現在のカナダ・ケベック州に位置する入植地ウォビクに、フランスからの新規入植者たちがやってくる。しかしその道中、川岸には先住民イロコワ族の死体が吊るされていた。そこではフランス人入植者とイロコワ族、さらに領土拡大を狙うイギリス人の間で勢力争いが続いてたのだ。その後、その争いは大きな戦争へと発展していく。

## キャスト
ハミシュ・ゴームズ
演 - アナイリン・バーナード
ルネ・セル
演 - クリスチャン・クック
クロード・トレパニー
演 - デヴィッド・シューリス
ブシャール
演 - デヴィッド・ウィルモット
シャルル・デュケ
演 - ジェームズ・ブルーア
マリ
演 - ティーオ・ホルン
デルフィーヌ
演 - リリー・サリバン
マチルド・ゲファール
演 - マーシャ・ゲイ・ハーデン
メリッサンド
演 - タルラ・ハードン
イライシャ・クック
演 - トーマス・M・ライト
イヴォン
演 - ザーン・マクラーノン
ガス・ラファージ
演 - マシュー・リラード
Father Gabriel
演 - ドメニック・ディ・ローザ
Chief Tehonikonhraken
演 - エリック・シュウェイグ
マザー・サブリーヌ
演 - レニ・パーカー

## エピソード
| シーズン | シーズン | 話数 | 話数 | 放送期間      | 放送期間      |
| シーズン | シーズン | 話数 | 話数 | 初回放送      | 最終回放送    |
| -------- | -------- | ---- | ---- | ------------- | ------------- |
|          | 1        | 8    | 8    | 2020年5月25日 | 2020年6月15日 |

## 製作
2016年1月6日、ナショナルジオグラフィックは本作の製作を発表した。

## 評価

### 批評
本作のシーズン1は批評集積サイトのRotten Tomatoesに9件のレビューがあり、批評家支持率は67%、平均点は10点満点で8.33点となっている。また、Metacriticには6件のレビューがあり、加重平均値は65/100となっている。